# Иванов, Пётр Павлович
Пётр Павлович Ива́нов (9 [21] апреля 1878, Санкт-Петербург — 15 февраля 1942, Кострома) — советский эмбриолог, профессор (1918).

## Биография
В 1901 г. окончил с дипломом I степени естественное отделение физико-математического факультета Императорского Санкт-Петербургского университета и был оставлен ассистентом при зоотомическом кабинете. С 1902 г. проводил занятия со студентами, параллельно преподавал естествознание в женской гимназии и Кадетском корпусе. В 1903 году полтора месяца работал на Неаполитанской зоологической станции, в 1910 г. — в Севастополе, изучая процессы регенерации на кольчатых червях. В 1906 г., получив стипендию Академии наук, в течение года работал на Зондских островах (Ява, Суматра, Молуккский архипелаг), где собрал обширную коллекцию тропических беспозвоночных. В 1911 г. проводил экспериментальные работы в Мюнхене в лаборатории профессора Р. Гертвига. В 1912 году в Петербургском университете защитил магистерскую диссертацию «Регенеративные процессы у многощетинковых червей», получил должность приват-доцента, читал курса теоретической эмбриологии. В 1919 г. получил звание профессора Петроградского университета.
В 1912—1942 гг. работал на кафедре зоологии (с 1924 — заведующий кафедрой, в 1926—1942 — кафедрой общей биологии) медицинского факультета Психоневрологического института (с 1920 г. — 2-й Ленинградский медицинский институт); там же был избран профессором в 1914 г.
Одновременно с 1922 г. возглавлял созданную им лабораторию эмбриологии при кафедре экспериментальной зоологии и генетики Петроградского (Ленинградского) университета, с 1932 г. — лабораторию экспериментальной эмбриологии Всесоюзного института экспериментальной медицины.
В 1934 году по совокупности работ ему была присуждена степень доктора наук.
В начале 1942 года был эвакуирован из осаждённого Ленинграда; доехав до Костромы, 15 февраля 1942 года он и его жена скончались.

### Семья
Отец — Павел Александрович Ива́нов, член правления Волжско-Камского банка.

Мать — Мария Петровна (Угрюмова, происходила из московской купеческой семьи).

Братья и сёстры:
- Клеопатра (дочь от первого брака Марии Петровны)
- Мария
- Александр (1876—1940) — искусствовед
- Евгений — литератор, философ, богослов.

Жена — Евгения Николаевна, родилась в Санкт-Петербурге.

Дочери:
- Вероника (10.02.1914, Санкт-Петербург — 26.06.1986) — пианистка.
- Клеопатра (род. 15.07.1923, Санкт-Петербург) — музыкальный критик; с 1998 года проживает в Москве.

## Научная деятельность
Изучал эмбриональное развитие и регенерацию кольчатых червей и членистоногих.
Открыл различия первичных (ларвальных) и вторичных (постларвальных) сегментов, на основании чего создал теорию ларвальных сегментов, устанавливающую общую закономерность сегментации тела метамерных животных.
Среди его учеников — П. Г. Светлов, Л. Н. Жинкин, Д. М. Штейнберг, О. М. Иванова-Казас, В. А. Цвиленева, А. Г. Кнорре, С. И. Богомолов, К. А. Мещерская.

### Избранные труды
- Иванов П. П. Регенеративные процессы у многощетинковых червей и их отношение к онтогенезу и морфологии аннелид : Дис.. — СПб., 1912.
- Иванов П. П. Общая и сравнительная эмбриология. — М.; Л.: Биомедгиз, 1937. — 811 с. — 5200 экз.
- Иванов П. П. Oligochaeta Петроградской губернии. — Петроград, 1922. — 6 с. — (Издания / Петрогр. агрономич. ин-т, науч.-исслед. отд., энтомологич. станция. — Сер. С: Фауна Петрогр. губ. — Т. 2, вып. 14).
- Иванов П. П. Регенеративные процессы у многощетинковых червей и отношение их к онтогенезу и морфологии аннелид. — СПб., 1912. — 243 с.
- Иванов П. П. Руководство по общей и сравнительной эмбриологии. — Л.: Учпедгиз, 1945. — 352 с. — 10 000 экз.
- Иванов П. П. Эмбриональные черты в строении человека // Человек. — 1928. — № 2—4. — С. 117—133.